# Simmershofen

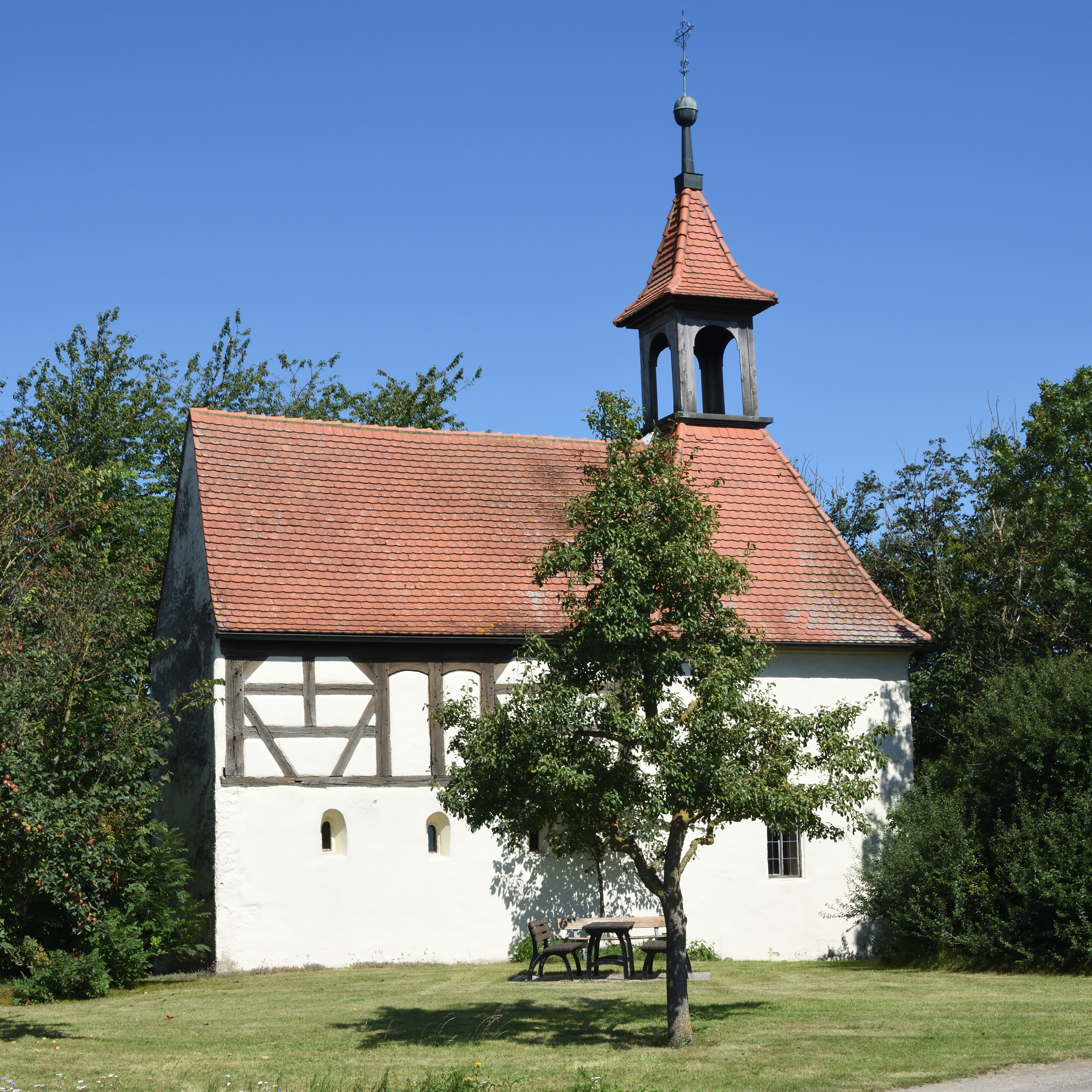
Heilig-Kreuz-Kapelle am östlichen Ortsrand von Simmershofen

Simmershofen (fränkisch: Simmaschhoufa) ist eine Gemeinde im Landkreis Neustadt an der Aisch-Bad Windsheim in Mittelfranken. Die Gemeinde ist Mitglied der Verwaltungsgemeinschaft Uffenheim.

## Geografie

### Lage
Die Gemeinde erstreckt sich von der recht flachen Hochebene zwischen den rechten Tauber-Zuflüssen Gollach im Norden und Steinach im Süden bis wenig jenseits der Steinach. Die Gemarkung entwässert vor allem nach Norden zur Gollach über den Mühlbach, der den namengebenden Hauptort durchläuft, und über den Wallmersbach südwestlich, der im Steinachtal im Dorf Equarhofen mündet. Das nördliche Gemeindegebiet liegt, mit Ausnahme kleiner Waldinseln, in offener Flur und wird vorwiegend ackerbaulich genutzt. Im südlichen Gemeindegebiet beiderseits der Steinach gibt es etwas größere Waldflächen.

### Gemeindegliederung
Es gibt sechs Gemeindeteile (in Klammern ist der Siedlungstyp angegeben):
- Adelhofen (Kirchdorf)
- Auernhofen (Kirchdorf)
- Equarhofen (Pfarrdorf)
- Hohlach (Kirchdorf)
- Simmershofen (Pfarrdorf)
- Walkershofen (Dorf)

Geleinsmühle und Holzhausen zählen zum Gemeindeteil Simmershofen, Grubenmühle zum Gemeindeteil Equarhofen.
Es gibt auf dem Gemeindegebiet die Gemarkungen Adelhofen, Auernhofen, Equarhofen, Hohlach, Simmershofen und Walkershofen. Die Gemarkung Simmershofen hat eine Fläche von 5,321 km². Sie ist in 422 Flurstücke aufgeteilt, die eine durchschnittliche Fläche von 12609,88 m² haben.

### Nachbargemeinden
Nachbargemeinden sind (von Norden beginnend im Uhrzeigersinn): Gollhofen, Uffenheim, Adelshofen, Creglingen und Hemmersheim.

## Geschichte

### Frühe Besiedlung
Die Region Simmershofen gehört nach den Ortsnamen auf -hofen in eine frühmittelalterliche Phase des Landesausbaus. Archäologische Funde belegen aber eine weit frühere Besiedlung. Aus Walkershofen liegen zahlreiche Funde des Neolithikums vor, die ein wichtiges Zeugnis für die frühen Bauern im Tauberland darstellen. Bei Equarhofen liegt ein großes Gräberfeld der Hallstattzeit. Dabei wurden auch einzelne Metallbeschläge gefunden, die möglicherweise dem Frühmittelalter angehören.

### Geschichte der einzelnen Ortschaften
Simmershofen besteht aus den beiden mittelalterlichen Dörfern Simmershofen und Holzhausen. Simmershofen wurde 1144 als „Sigemarishouen“ erstmals schriftlich erwähnt. Das Bestimmungswort ist der Personenname Sigimār. Holzhausen wurde im 11./12. Jahrhundert gegründet. Es saß dort im 13. und 14. Jahrhundert eine Linie des Adelsgeschlechts der Herren von Ehenheim (aus Enheim), die sich hier von Holzhausen nannte. Beide Orte war grundherrschaftlich stark zersplittert. Die Cent (Halsgericht) gehörte nach Uffenheim. Im Jahre 1608 standen in Simmershofen von 20 Anwesen zwölf unter markgräflicher Vogtei, in Holzhausen von 18 Herdstätten 13. Das Kirchenpatrozinium in Simmershofen führt Michael und Crispin. In Holzhausen stand die Kirche unter dem Patronat Blasius (abgegangene Pfarrkirche). Weiterhin existiert eine Heilig-Kreuz-Kapelle am östlichen Ortsrand. Das gesamte Gemeindegebiet Simmershofens gehörte im 13. und 14. Jahrhundert zur Herrlichkeit der Herren von Hohenlohe. Seit 1378 dominierten hier die Burggrafen von Nürnberg aus dem Hause Hohenzollern (Amt Uffenheim). Grundherrschaftlich waren die Dörfer stark zersplittert – Adel, Klöster, Spitäler, Pfarreien –, da der Uffenheimer Gau sehr fruchtbar ist und entsprechende Renditen für die mittelalterlichen Grundherren abwarf. Bis zum Bauernkrieg 1525 übte die Reichsstadt Rothenburg hier wichtige Herrschaftsrechte aus (Dorf- und Gemeindeherrschaft, Niedergericht), die nach der Niederwerfung der Bauern an den Markgrafen Kasimir von Ansbach als Kriegsentschädigung abgetreten werden mussten.
Adelhofen leitet sich von "zu den Höfen des Adelo" ab. Im Jahre 1608 hatte Adelhofen 43 Anwesen, die größtenteils der Uffenheimer Vogteigerichtsbarkeit unterstanden. Die Grundherrschaft war folgendermaßen verteilt: 10 Anwesen zum markgräflichen Kasten Uffenheim, 10 dem Kloster Tückelhausen, 4 dem Spital Uffenheim, je eines der Pfarrei Adelhofen und der Pfarrei Öllingen, 3 dem Kloster Heilsbronn, je zwei dem Gotteshaus Adelhofen und der Frühmesse Holzhausen, eines der Pfarrei Langensteinach, zwei der Kapelle St. Leonhard bei Wallmersbach, eines in das den Rosenberg gehörende Schloss Waldmannshofen, das auch die Vogtei besaß. Das Kirchenpatrozinium führt den heiligen Bartholomäus.
Auernhofen leitet sich von "zu den Höfen des Uro" ab. Der enthaltene Personenname ist vom Ur, dem Auerochsen abgeleitet. Im Mittelalter war der Ort grundherrschaftlich zersplittert. 1608 hatte das Dorf 31 Mannschaften, die alle dem Amt Uffenheim sowie einem eigenen dörflichen Bauerngericht unterstanden. Grundherrschaftlich unterstanden 16 Anwesen dem Kasten Uffenheim, zwei dem Kloster Frauental, je eines dem Kloster Tückelhausen, der Frühmesse Auernhofen, dem Gotteshaus Auernhofen und der Pfarrei Equarhofen; vier Gotteshäuser in Auernhofen, zwei der Gemeinde und vier waren freieigen. Patrozinium (nach Fuchshuber): Blasius, vorher Kilian; nach Ramisch: Heiligkreuz und Blasius.
Equarhofen = "zu den Höfen der Eckeburg" = Frauenname, vgl. Walburga usw. Schon 1309 wurde ein Pfarrer von Equarhofen genannt, also bestand damals bereits die Kirche über der Steinach. 1408 wird "das alt burgstat" erwähnt, also eine Wehranlage, die schon länger in Ruinen lag. Vermutungen, dass sich an der Stelle der Kirche in leichter Spornlage im Mittelalter eine Burg – die "Eckwartsburg" bzw. "Eckeburg" – befunden habe und die Kirche aus der Burgkapelle hervorgegangen sei, sind nicht bestätigt und müssten überprüft werden. Allerdings saß im 14. Jahrhundert ein Zweig der Enheim in Equarhofen, möglicherweise auf dem früher großen Hof neben der Kirche oder auf einem großen Hof im Ort.
1608 hatte Equarhofen 41 Anwesen, von denen 31 nach Uffenheim vogtbar waren, aber ansonsten anderen Herren zins- und gültbar (= abgabepflichtig) waren: 19 dem Kloster Frauental, zwei dem Johanniterorden, zwei dem von Enheim, drei der Gemeinde, je eines dem Spital Aub und dem Kloster Heilsbronn. Sechs Anwesen waren dem Kloster Frauental gült- und vogtbar, vier dem Herrn von Lochinger zu Walkersdhofen. Patrozinium: Kilian.
Hohlach leitet sich von "zu dem hochgelegenen Gehölz" ab. Die nicht mehr existierende Burg Hohlach war im 12. und 13. Jahrhundert Sitz der Edelherren von Hohenlohe, die sich ursprünglich nach Weikersheim benannt hatten, dann nach Hohlach. Die hohenlohische Burg dürfte im Ort westlich der Kirche gestanden haben. Nördlich des Dorfes steht die barocke Schlossanlage, mit der Jahreszahl 1718 datiert. Als 1378 Gerlach von Hohenlohe seine Stadt und das Amt Uffenheim an Burggraf Friedrich von Nürnberg verkaufte, war Hohlach vom Verkauf ausgenommen. In Hohlach saßen die Enheim-Ubel als hohenlohische, dann ansbachische Lehnsleute, ebenso wie auf der Burg Brauneck. 1608 hatte Hohlach 27 Anwesen, wovon neun nach Uffenheim vogtbar waren, 10 dem von Enheim. Nach dem Aussterben der Enheim 1645 wurde das Rittergut an deren Erben verliehen, kam 1718 an den kaiserlichen Kammerdirektor Johann Gallus von Jacob, 1761 an den kaiserlichen Proviantdirektor Johann Christian von Oettinger. Von 1808 bis 1935 war es im Besitz der Freiherren von Würtzburg. Patrozinium: Georg.
Walkershofen = "zu den Höfen des Waltgar" besitzt ein ehemals reichsritterschaftliches Schloss der Herren von Enheim, seit 1480 der Lochinger, ab 1615 der Echter von Mespelbrunn, die das jetzige zweiflügelige Schloss mit drei vorspringenden Ecktürmen und einem Basteiturm errichten ließen, später häufig wechselnde Eigentümer. Der zum Teil noch in seiner historischen Substanz erhaltene große Gutshof bildete die ökonomische Basis des Ritterguts. 1608 unterstanden fast alle der rund 20 bäuerlichen Anwesen dem Rittergut. Der Ort hat keine Kirche und gehörte wohl immer zur Pfarrei Holzhausen/Simmershofen.

### Gemeindebildung
Gegen Ende des 18. Jahrhunderts gab es in Simmershofen 22 Anwesen. Das Hochgericht übte das ansbachische Oberamt Uffenheim aus. Das Kasten- und Stadtvogteiamt Uffenheim war Grundherr über 16 Anwesen.
Von 1791 bis 1806 waren die fränkischen Markgrafschaften und damit auch Simmershofen preußisches Territorium. Von 1797 bis 1808 unterstand Uffenheim dem preußischen Justiz- und Kammeramt Uffenheim.
Im Jahre 1806 kam der Ort an das Königreich Bayern. Mit dem Gemeindeedikt (frühes 19. Jahrhundert) wurde der Steuerdistrikt Simmershofen gebildet. Zu diesem gehörten Auernhofen, Geleinsmühle, Holzhausen und Walkershofen. Wenig später entstand die Ruralgemeinde Simmershofen mit den Orten Geleinsmühle und Holzhausen. Sie war in Verwaltung und Gerichtsbarkeit dem Landgericht Uffenheim zugeordnet und in der Finanzverwaltung dem Rentamt Uffenheim (1919 in Finanzamt Uffenheim umbenannt). Ab 1862 war das Bezirksamt Uffenheim für die Verwaltung der Gemeinde zuständig (1939 in Landkreis Uffenheim umbenannt). Die Gerichtsbarkeit blieb beim Landgericht Uffenheim (1879 in Amtsgericht Uffenheim umbenannt), seit 1973 ist das Amtsgericht Neustadt an der Aisch zuständig. Die Gemeinde hatte 1964 eine Gebietsfläche von 5,390 km².

### Eingemeindungen
Am 1. Juli 1971 wurde die Gemeinde Walkershofen eingegliedert. Am 1. Juli 1972 kamen Adelhofen, Auernhofen, Equarhofen und Hohlach hinzu.

### Einwohnerentwicklung
Im Zeitraum 1988 bis 2018 sank die Einwohnerzahl von 1031 auf 912 um 119 Einwohner bzw. um 11,5 %.
Gemeinde Simmershofen
| Jahr      | 1987   | 2007   | 2008   | 2009   | 2010   | 2011   | 2012   | 2013   | 2014   | 2015   | 2016   | 2017   | 2018   |
| Einwohner | 1057   | 959    | 933    | 922    | 910    | 884    | 881    | 888    | 874    | 877    | 888    | 903    | 912    |
| Häuser    | 271    |        |        |        |        |        |        | 286    | 287    | 289    | 290    | 291    | 293    |
| Quelle    | [ 18 ] | [ 19 ] | [ 19 ] | [ 19 ] | [ 19 ] | [ 19 ] | [ 19 ] | [ 19 ] | [ 20 ] | [ 20 ] | [ 20 ] | [ 20 ] | [ 21 ] |

Ort Simmershofen (= Gemeinde Simmershofen bis zur Gebietsreform)
| Jahr      | 1818   | 1840   | 1852   | 1855   | 1861   | 1867   | 1871   | 1875   | 1880   | 1885   | 1890   | 1895   | 1900   | 1905   | 1910   | 1919   | 1925   | 1933   | 1939   | 1946   | 1950   | 1952   | 1961   | 1970   | 1987   | 2014   |
| Einwohner | 288    | 270    | 286    | 274    | 294    | 291    | 299    | 282    | 300    | 293    | 282    | 283    | 285    | 291    | 301    | 286    | 282    | 279    | 252    | 518    | 499    | 436    | 265    | 221    | 208    | 224    |
| Häuser    | 48     | 53     |        |        |        |        | 61     |        |        | 61     | 62     |        | 60     |        |        |        | 58     |        |        |        | 61     |        | 64     |        | 59     |        |
| Quelle    | [ 13 ] | [ 22 ] | [ 23 ] | [ 23 ] | [ 24 ] | [ 25 ] | [ 26 ] | [ 27 ] | [ 28 ] | [ 29 ] | [ 30 ] | [ 23 ] | [ 31 ] | [ 23 ] | [ 32 ] | [ 23 ] | [ 33 ] | [ 23 ] | [ 23 ] | [ 23 ] | [ 34 ] | [ 23 ] | [ 15 ] | [ 35 ] | [ 18 ] | [ 36 ] |

## Politik

### Gemeinderat
Die Kommunalwahlen seit 2002 erbrachten folgende Stimmenanteile bzw. Sitzverteilungen:
| Sitzverteilung im Gemeinderat 2020Insgesamt 8 Sitze - WG: 2 - WGA: 1 - FWH: 2 - FWA: 1 - FWE: 2 | Parteien und Wählergemeinschaften | Parteien und Wählergemeinschaften | 2020 | 2020  | 2014  | 2014  | 2008  | 2002  |
| Sitzverteilung im Gemeinderat 2020Insgesamt 8 Sitze - WG: 2 - WGA: 1 - FWH: 2 - FWA: 1 - FWE: 2 | Parteien und Wählergemeinschaften | Parteien und Wählergemeinschaften | %    | Sitze | %     | Sitze | Sitze | Sitze |
| Sitzverteilung im Gemeinderat 2020Insgesamt 8 Sitze - WG: 2 - WGA: 1 - FWH: 2 - FWA: 1 - FWE: 2 | WG                                | Wahlgemeinschaft                  | 26,3 | 2     | 24,2  | 2     | 3     | 4     |
| Sitzverteilung im Gemeinderat 2020Insgesamt 8 Sitze - WG: 2 - WGA: 1 - FWH: 2 - FWA: 1 - FWE: 2 | WGA                               | Wählergemeinschaft Adelhofen      | 16,1 | 1     | 16,4  | 1     | 2     | 1     |
| Sitzverteilung im Gemeinderat 2020Insgesamt 8 Sitze - WG: 2 - WGA: 1 - FWH: 2 - FWA: 1 - FWE: 2 | FWH                               | Freie Wähler Hohlach              | 18,0 | 2     | 20,0  | 2     | 2     | 2     |
| Sitzverteilung im Gemeinderat 2020Insgesamt 8 Sitze - WG: 2 - WGA: 1 - FWH: 2 - FWA: 1 - FWE: 2 | FWA                               | Freie Wähler Auernhofen           | 16,6 | 1     | 16,4  | 1     | 2     | 2     |
| Sitzverteilung im Gemeinderat 2020Insgesamt 8 Sitze - WG: 2 - WGA: 1 - FWH: 2 - FWA: 1 - FWE: 2 | FWE                               | Freie Wähler Equarhofen           | 23,0 | 2     | 23,1  | 2     | 3     | 3     |
| Sitzverteilung im Gemeinderat 2020Insgesamt 8 Sitze - WG: 2 - WGA: 1 - FWH: 2 - FWA: 1 - FWE: 2 | gesamt                            | gesamt                            | 100  | 8     | 100,0 | 8     | 8     | 8     |
| Sitzverteilung im Gemeinderat 2020Insgesamt 8 Sitze - WG: 2 - WGA: 1 - FWH: 2 - FWA: 1 - FWE: 2 | Wahlbeteiligung in %              | Wahlbeteiligung in %              | 77,0 | 77,0  | 77,0  | 77,0  | –     | –     |

### Wappen und Flagge
Wappen
| | Blasonierung: „Geviert von Silber und Schwarz, oben und unten belegt mit einem schreitenden, herschauenden, rot bewehrten und gezungten Löwen in verwechselten Farben.“ |
| Wappenbegründung: Die Vierung von Silber und Schwarz ist das Stammwappen der zollerischen Burggrafen von Nürnberg und späteren Markgrafen von Brandenburg-Ansbach, den einstigen Landesherren, die auch grundherrliche Rechte im Gemeindegebiet besaßen. Die Löwen sind dem Wappen der Herren von Hohenlohe entnommen, die bis in das 14. Jahrhundert im Gemeindegebiet dominierend waren. Die Gemeinde führt seit 1985 das Wappen. | |

Flagge
Die gleichzeitig genehmigte schwarz-weiß-rote Gemeindeflagge wird nicht verwendet.

## Bau- und Bodendenkmäler
Am östlichen Ortsrand von Simmershofen befindet sich die Heilig-Kreuz-Kapelle. Die ehemalige Filialkirche von Adelshofen wurde 1307 erstmals urkundlich erwähnt. Im Inneren befinden sich Fresken aus dem 14. Jahrhundert.

## Verkehr
Die Staatsstraße 2256 führt nach Adelhofen (2,3 km östlich) bzw. nach Auernhofen (1,8 km südwestlich). Die Kreisstraße NEA 48/WÜ 45 führt nach Aub (4,5 km nordwestlich). Gemeindeverbindungsstraßen führen nach Pfahlenheim (2,9 km nördlich) und nach Walkershofen (1 km südlich).